# Klaus Eichner
Klaus Eichner (* 4. Mai 1939 in Reichenbach im Vogtland) ist ein ehemaliger Oberst und stellvertretender Abteilungsleiter der Hauptverwaltung A (HVA) innerhalb des Ministeriums für Staatssicherheit (MfS), des Auslandsnachrichtendienstes der DDR. Nach der deutschen Wiedervereinigung veröffentlichte er diverse Bücher über die Geheimdienste der DDR.

## Leben
Eichner, Sohn eines Kellners und einer Näherin, legte 1957  in Windischleuba das Abitur ab und ging zum MfS. Er begann ein Studium an der Hochschule des Ministeriums für Staatssicherheit in Potsdam. 1946 trat er in die Freie Deutsche Jugend (FDJ) und 1957 in die Sozialistische Einheitspartei Deutschlands (SED) ein.
Von 1959 bis 1968 war Eichner in der MfS-Kreisdienststelle Altenburg und Leipzig-Land im Bereich Spionageabwehr eingesetzt. Von 1965 bis 1971 absolvierte er ein Fernstudium an der Humboldt-Universität Berlin (HU) und wurde Diplom-Jurist. 1970 wurde er in die Bezirksverwaltung Leipzig versetzt und war dort bis 1972 Mitarbeiter der Abteilung XV, zuständig für Aufklärung.
1972 wurde Eichner in die Hauptverwaltung A, den Auslandsnachrichtendienst der DDR in Ost-Berlin, berufen und war bis 1974 Mitarbeiter der Abteilung XII, zuständig für die NATO. 1974 wechselte er als Analyst mit dem Fachgebiet amerikanische Geheimdienste in die Abteilung IX, zuständig für westliche Geheimdienste und Gegenspionage. 1987 wurde er zum Oberst und Leiter des Bereichs C, zuständig für Auswertung und Analyse, der Abteilung IX der HVA befördert.
Nach der Wende und der friedlichen Revolution in der DDR war Eichner 1990 in der Mitarbeitergruppe zur Auflösung der HVA tätig. Die HVA war die einzige Abteilung des MfS, der die Selbstauflösung gestattet wurde. In der Folge wurde ein Großteil der Aktenbestände des Nachrichtendienstes vernichtet oder verschwand. Mit Auflösung des MfS schied Eichner 1990 aus dem Dienst.
Später studierte Eichner Umweltschutz und Ökologie an der HU Berlin, arbeitete zeitweise als Umweltberater und Mitarbeiter eines Kurierdienstes in Berlin.
Von 1990 bis 2003 war Eichner Mitglied der Partei des Demokratischen Sozialismus (PDS). Er war Mitbegründer und 1. Sprecher des „Insider-Komitees zur Förderung der kritischen Aneignung der MfS-Geschichte“, dem von Wissenschaftlern und Politikern wiederholt Geschichtsrevisionismus und Verherrlichung der DDR-Diktatur vorgeworfen wurde.
Eichner veröffentlichte Bücher über seine Zeit beim MfS. Zusammen mit Andreas Dobbert veröffentlichte er 1997 das Buch Headquarters Germany, welches im Anhang hunderte Namen von angeblichen Geheimdienstangestellten der USA enthielt. Diese Liste war bis zum Erscheinungsdatum des Buchs aktuell, als beide keinen Zugriff mehr auf Dokumente der HVA hatten. Die Autoren hatten angegeben, das Buch auf Basis von öffentlichen Informationen und aus ihrem Gedächtnis verfasst zu haben. Viele der Namen in der Liste entsprachen der Wahrheit, die Liste enthielt aber auch absichtlich Namen von Beteiligten, die nicht im Dienst von Nachrichtendiensten standen. Nach Einschätzung der Central Intelligence Agency (CIA) kamen Informationen in dem Buch teilweise von russischen Geheimdiensten. Die britische Wochenzeitung The Economist rezensierte das Buch unkritisch, Der Spiegel empfahl es als eines der besten Bücher zu Geheimdienst und Spionage.
Andreas Förster von der Berliner Zeitung war von der Qualität des 2010 erschienenen Buchs Konterspionage enttäuscht., während Hans Halter sich in einem Artikel in der Süddeutschen Zeitung durchaus angetan von dem Buch zeigte.
Eichner lebt als Rentner in Lentzke.

## Schriften (Auswahl)
- mit Andreas Dobbert: Headquarters Germany. Die US-Geheimdienste in Deutschland. Edition Ost, Berlin 1997, ISBN 3-929161-77-X (archive.org).
- mit Gotthold Schramm (Hrsg.): Kundschafter im Westen. Spitzenquellen der DDR-Aufklärung erinnern sich. Edition Ost, Berlin 2003, ISBN 3-360-01049-3[8]
- mit Gotthold Schramm (Hrsg.): Spionage für den Frieden. Edition Ost, Berlin 2004.
- mit Ernst Langrock: Der Drahtzieher: Vernon Walters. Kai Homilius Verlag, Berlin 2005, ISBN 3-89706-877-X.
- mit Gotthold Schramm (Hrsg.): Angriff und Abwehr – Die deutschen Geheimdienste nach 1945. Edition Ost, Berlin 2007, ISBN 978-3-360-01082-7.
- mit Gotthold Schramm: Top-Spione im Westen. Spitzenquellen der DDR-Aufklärung erinnern sich. Das Neue Berlin, Berlin 2008, ISBN 978-3-360-01310-1.
- mit Gotthold Schramm (Hrsg.): Hauptverwaltung A. Geschichte, Aufgaben, Einsichten. Referate und Diskussionsbeiträge der Konferenz am 17./18. November 2007 in Odense (= Band 1 der Geschichte der HV A). Edition Ost, Berlin 2008, ISBN 978-3-360-01093-3.
- Operation CONDOR. Eine Internationale des Terrors. Verlag Wiljo Heinen, Berlin 2009, ISBN 978-3-939828-42-6.
- mit Gotthold Schramm: Konterspionage. Die DDR-Aufklärung in den Geheimdienstzentren. Edition Ost, Berlin 2010, ISBN 978-3-360-01821-2.
- mit Gotthold Schramm: Imperium ohne Rätsel. Was bereits die DDR-Aufklärung über die NSA wusste. Edition Ost, Berlin 2014, ISBN 978-3-360-01864-9.
- Bis alles in Scherben fällt - Der Kampf der USA um eine neue Weltordnung. Edition Ost, Berlin 2022, ISBN 978-3-360-02807-5.